# Angus Young
Angus McKinnon Young (Glasgow, 31 marzo 1955) è un chitarrista e compositore britannico naturalizzato australiano, cofondatore e chitarrista solista del gruppo hard rock AC/DC, dei quali è attualmente l'unico membro del nucleo originale.
È noto per la sua grande energia dal vivo, che comprende la sua personale interpretazione del duck walk, e per l'abitudine di indossare un'uniforme scolastica sul palco, in ricordo dei tempi del liceo. Nel 2011 è stato inserito al 24º posto della classifica di Rolling Stone dei cento migliori chitarristi di tutti i tempi, e recentemente è stato spostato, insieme al fratello Malcom Young al 38º posto (dopo che fu aumentato il numero da 100 a 250). È stato dichiarato miglior chitarrista australiano di sempre da Australian Guitar Magazine e si trova al terzo posto, insieme a suo fratello Malcolm, nella lista dei cento migliori chitarristi metal della rivista Guitar World.
Figura, insieme agli altri componenti degli AC/DC, nella Rock and Roll Hall of Fame.

## Biografia

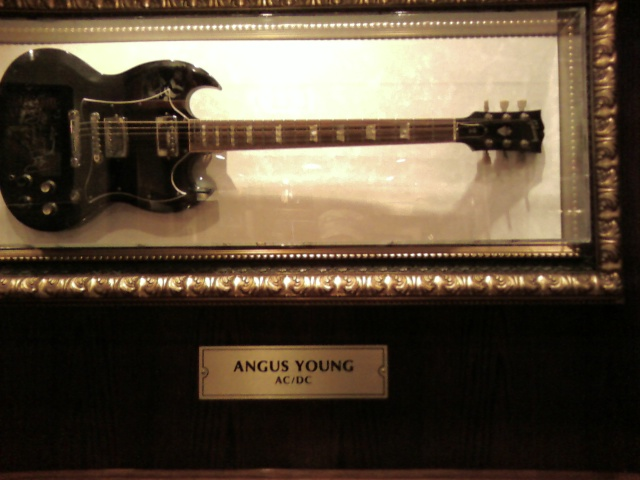
La Gibson SG Standard del 1968 di Angus Young esposta all'Hard Rock Cafe di Roma.

Angus Young è il più giovane fra i sei figli di William e Margaret Young. Nel 1963 si trasferì a Sydney, in Australia, assieme ai genitori e ai suoi fratelli, tra cui Malcolm, George e Alex, che diventeranno tutti musicisti, e la sorella più anziana Margaret. Egli iniziò a suonare la chitarra all'età di 5 anni, quando si interessò a quella del fratello. Si fabbricò in seguito uno strumento a corde modificando un banjo; la sua prima chitarra, una Höfner, gli venne regalata dal fratello Malcolm.
Angus fin dall'inizio odiò la scuola. La sua materia preferita era arte, dove poteva sfogare la sua vena artistica. Neanche in musica ebbe vita facile: il suo professore riteneva che non avesse il minimo senso del ritmo. A tal proposito infatti, sul retro della copertina dell'edizione internazionale dell'album High Voltage, si trova una lettera scolastica in cui viene segnalata per l'ennesima volta la condotta a scuola dei due fratelli. Abbandonò quindi gli studi e trovò impiego come disegnatore per una rivista. Successivamente egli ereditò la leggendaria Gibson SG, di cui possiede diversi modelli.
Durante la gioventù suonò in una band chiamata Kantuckee e, occasionalmente, in quella del fratello Malcolm, i The Velvet Underground. Quando aveva 18 anni, col fratello ventenne Malcolm fondò gli AC/DC, il 31 dicembre del 1973; il nucleo iniziale del gruppo era composto da Angus alla chitarra solista, Malcolm alla chitarra ritmica, Colin Burgess alla batteria, Larry Van Kriedt al basso elettrico e Dave Evans alla voce. Il loro primo singolo, Can I Sit Next to You Girl, fu successivamente registrato una seconda volta con Bon Scott come cantante. Il nome AC/DC deriva da una scritta su un aspirapolvere che vide la sorella di Angus e Malcolm, il cui significato è Alternate Current-Direct Current ("Corrente alternata-Corrente continua").

## Carriera
Angus ha indossato molti costumi sul palco, come Zorro, Spider-Man e un gorilla; egli ha inoltre rappresentato una parodia di Superman facendosi chiamare Super-Ang, tutto ciò prima di adottare come suo simbolo una divisa scolastica, il che è ironico in quanto ad Angus la scuola non piaceva per niente. L'uniforme originale proveniva dalla sua scuola superiore, la Ashfield Boys High School a Sydney. Nel 1973, quando Angus aveva già da tempo abbandonato la scuola, la sorella Margaret gli suggerì di indossare la sua uniforme dopo che Malcolm chiese ai membri della band di procurarsi i propri costumi. Per promuovere l'immagine che lo dipingeva come scolaretto ribelle, la data di nascita di Angus venne per alcuni anni falsificata e divulgata alla stampa e al pubblico in modo erroneo: secondo queste informazioni, Angus era nato infatti nel 1959, e non nel 1955. Soltanto verso la fine degli anni settanta la band testimoniò che Angus era in effetti quattro anni più vecchio di quanto precedentemente sostenuto; anche negli anni seguenti tuttavia varie pubblicazioni continuarono a riportare la data di nascita errata.
Un altro suo marchio di fabbrica è il modo in cui esegue la famosa Duck walk, inventata da Chuck Berry molti anni prima. Osservando con attenzione il video di Heatseeker a 1:08 e 2:52, gli esperti hanno rilevato dalla sua postura che soffra di piede piatto.
Angus, a dispetto delle stereotipo della rockstar, non ha tatuaggi e non ha mai fatto abuso di droghe o alcool, dichiarando che la sua bevanda preferita è il tè. In compenso è un gran fumatore e afferma che senza le sue sigarette preferite non potrebbe scrivere canzoni rock.
Famoso per la sua energia sul palco, infatti, nonostante l'età è ancora scatenato per tutta l'esibizione che comprende, oltre i suoi iperbolici assoli, una spettacolarità unica data da una scenografia a dir poco esplosiva: locomotive fiammeggianti (Rock'N'Roll Train), bambole gonfiabili gigantesche (Whole Lotta Rosie), campane abnormi (Hells Bells), maxi schermi, passerelle nel pubblico e, in chiusura dei concerti, durante For Those About to Rock (We Salute You), colubrine che escono e sparano a salve sul pubblico. Tipica e caratteristica la sua entrata con gli indici ai lati della fronte a mimare le corna del diavolo. A metà dei concerti eseguiva inoltre uno spogliarello durante il quale si toglie giacca, cravatta e camicia correndo sul palco, fino a mostrare mutande lunghe personalizzate e, talvolta, un breve mooning.

## Vita privata
In un sondaggio indetto dalla rivista Maxim nel 2005, Angus Young (alto 1,57 m) venne eletto il personaggio di bassa statura più importante di tutti i tempi. Nonostante Angus Young preferisca mantenere riservata la sua vita privata, è risaputo che è sposato, vive a Sydney, in Australia, e abbia un'altra casa ad Aalten, nei Paesi Bassi. Il 24 agosto 2006, Angus ricevette un importante premio dalla rivista Kerrang!; in tale occasione, il direttore Paul Branningan definì gli AC/DC "una delle più importanti ed influenti band della storia".

## Equipaggiamento
Angus Young ha usato prevalentemente Gibson SG, la Solid Guitar "Diavoletto", così soprannominata per via delle due estremità appuntite del corpo che ricordano due piccole corna, della quale ha modelli principalmente rossi (Heritage Cherry) e neri (Ebony): oltre ad avere suonato principalmente modelli standard ha inoltre usato un modello Custom e Special. Anche se non ha mai usato il tremolo, la standard del 1968 presenta montata la vibrola con l'iconica lira riportante il marchio di fabbrica, presente inoltre nel suo modello signature.
A partire dal 2009, tutte le sue chitarre da tour montano come pick-up due humbucker Seymour Duncan. Usa corde Ernie Ball Super Slinky (.009-.042) e plettri Fender "Extra Heavy". Se non occasionalmente, non ha mai cambiato modello di chitarra.
Per quanto riguarda gli amplificatori, ha usato principalmente la testata Marshall Super Lead (alternandola ad una JMP Master Volume 2203 da 100 Watt a fine anni 70) e casse 1960AX e BX, riconoscibili per la griglia grigio-argentata, montanti quattro coni Celestion da 12 pollici. Sotto al palco ha inoltre collegata una JTM 45. Dal momento che si muove per tutto il palco durante l'esibizione, non usa effetti/pedali: il suo suono è una distorsione/overdrive naturale derivata dal setting della testata valvolare attaccata direttamente alla chitarra. Un elemento che potenzia quest'ultima è un booster presente in un sistema wireless degli anni 70, utilizzato sia live che in studio proprio per questa caratteristica.

## Discografia
- 1974 – High Voltage (edizione australiana)
- 1975 – T.N.T.
- 1976 – High Voltage (riedizione)
- 1976 – Dirty Deeds Done Dirt Cheap
- 1977 – Let There Be Rock
- 1978 – Powerage
- 1979 – Highway to Hell
- 1980 – Back in Black
- 1981 – For Those About to Rock
- 1983 – Flick of the Switch
- 1985 – Fly on the Wall
- 1988 – Blow Up Your Video
- 1990 – The Razors Edge
- 1995 – Ballbreaker
- 2000 – Stiff Upper Lip
- 2008 – Black Ice
- 2014 – Rock or Bust
- 2020 – Power Up

N.B. - In questo elenco sono compresi solo gli album in studio.